# 中正公園 (嘉義市)
中正公園 位於國華街、民權路、忠義街和北榮街所構築的中央，於1989年完成。設有地下停車場和露天音樂台。其露天音樂台，造型採露天拱型開放式，舞台面寬2000公分，深度1670公分，共配置六百個座位。
公園中央設有名人廣場，廣場內有眾多的名人頭雕像，而廣場中央設有戲水地泉。名人廣場旁靠近忠義街設由遊樂區，而對側設有運動器材區。

## 歷史
最原始是平埔洪雅族的諸羅山社公署所在地，在清領時期闢為外教場。日治時代創建為公會堂，是當時全台灣最大可容納一千多人的餐廳。二戰後改為中山堂，並闢為康樂區，附設球場及圖書館。